# Templecombe (stacja kolejowa)
Templecombe – stacja kolejowa we wsi Templecombe w hrabstwie Somerset na linii kolejowej West of England Main Line. Stacja niewyposażona w sieć trakcyjną. W przeszłości była stacją węzłową dla linii Somerset & Dorset Joint Railway zamkniętej na mocy tzw. Beeching Axe w 1966 r.

## Ruch pasażerski
Stacja obsługuje ok. 98 503 pasażerów rocznie (dane za rok 2007). Posiada bezpośrednie połączenia z Exeterem  i Salisbury. Pociągi odjeżdżają ze stacji w odstępach dwugodzinnych w każdą stronę. 

## Obsługa pasażerów
Automat biletowy, kasa biletowa, przystanek autobusowy, parking na 45 miejsc samochodowych i 4 rowerowych.